# Klink

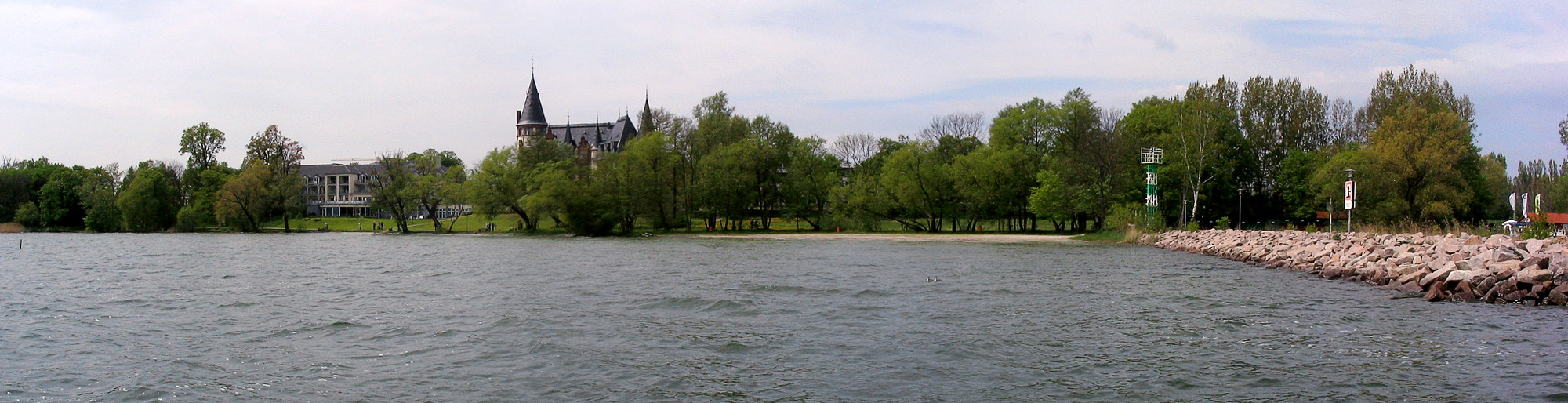
Hotel Schloss Klink (rechts die Steinmole)

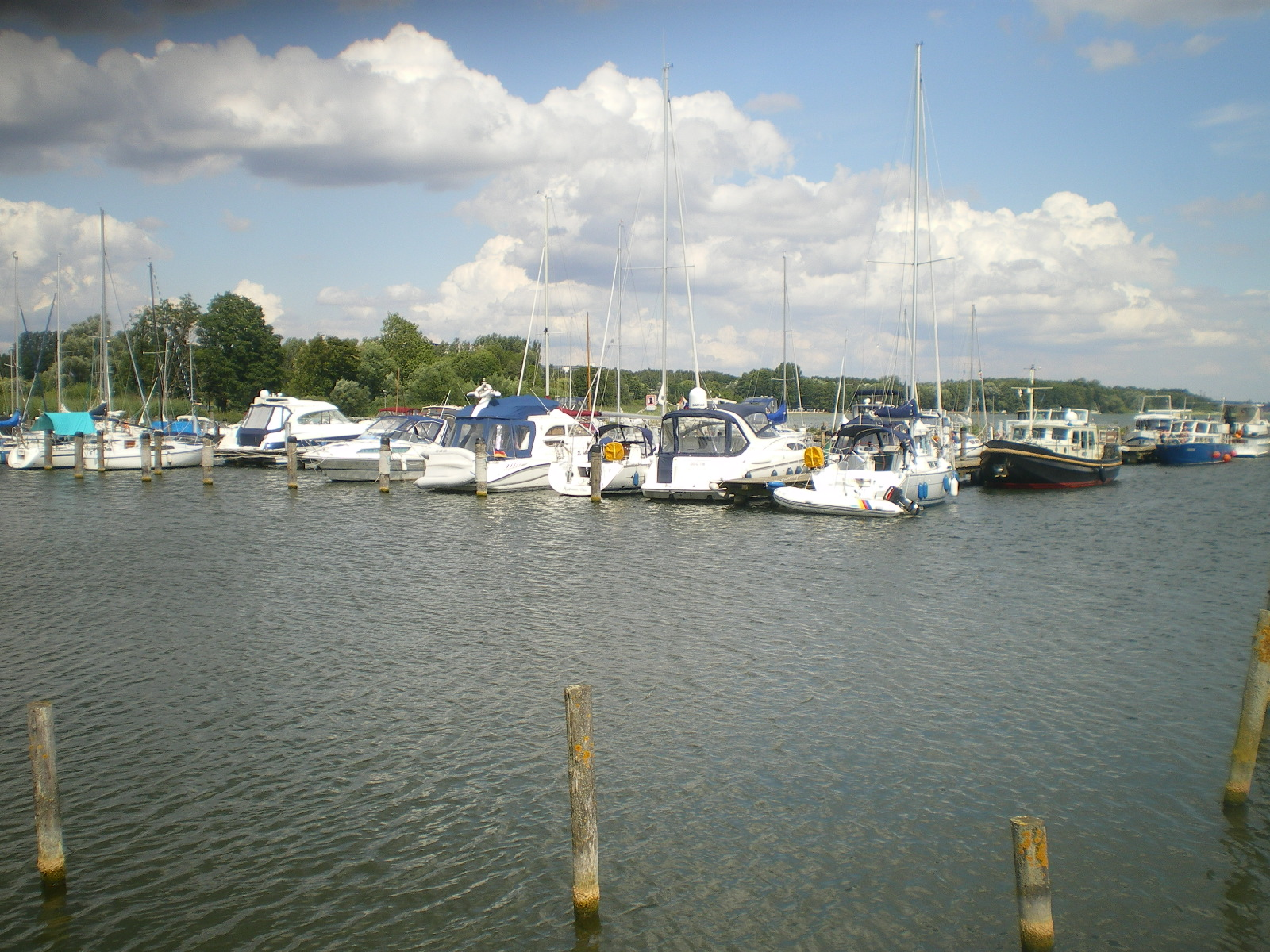
Seglerhafen

Klink ist eine Gemeinde im Landkreis Mecklenburgische Seenplatte in Mecklenburg-Vorpommern (Deutschland). Sie wird vom Amt Seenlandschaft Waren mit Sitz in der nicht amtsangehörigen Stadt Waren (Müritz) verwaltet.

## Geografie
Die Gemeinde Klink ist ein staatlich anerkannter Erholungsort auf einer Landenge zwischen Müritz und Kölpinsee. Der Ort hat circa 1000 Einwohner, die in den Ortsteilen Klink, Sembzin, Grabenitz und Eldenburg Süd leben.

## Geschichte
Gutsbesitzer waren unter anderem die Familien von Gamm (ab 1375), später von Below, von Holstein (ab 1650), Kähler, von Hahn und Hermann. Das 646 Hektar große Rittergut erwarb 1897 Arthur von Schnitzler, er erweiterte das Gut auf 1150 Hektar. Nach dem Abriss des alten Gutshauses baute er bis 1898 Schloss Klink. Es wurde 1913 erweitert. Das Gut wurde nach 1945 aufgesiedelt. Das Schloss diente ab Mai 1945 als Kommandantur der Roten Armee und von 1946 bis 1968 als Flüchtlingsunterkunft. Nach einem Umbau von 1971 war es Schulungszentrum für das Ministerium für Umweltschutz und Wasserwirtschaft der DDR.
Die deutsche Wiedervereinigung führte zum kompletten Infrastrukturwandel und zur Aufgabe früherer Nutzungen. Das Schloss stand dann von 1991 bis 1997 leer. Danach erfolgte eine Privatisierung und ein Umbau. Es dient nun als Hotel und erhielt in Anlehnung an die Entstehungsgeschichte den Namen Schlosshotel. Das Verwalterhaus von 1898 wurde 1997 nach Umbau zum Hotel Altes Gutshaus.
Die Dorfkirche Klink stammt von 1736.
Am 1. Juli 1950 wurde die bis dahin eigenständige Gemeinde Sembzin eingegliedert.
Das Ufer der Müritz und die Naturnähe führten dazu, dass bis zum Jahr 1962 hier die FDGB-Urlaubersiedlung ‚Völkerfreundschaft‘ errichtet wurde. Die kleine Feriensiedlung bestand aus mehreren zweigeschossigen Bungalows mit insgesamt 300 Betten und zugehörigen Versorgungseinrichtungen. Direktor war vom Beginn 1962 (bis 1990) Gerd Schröter.
Im Jahr 1974 wurde an dieser Stelle das FDGB-Heim Herbert Warnke (benannt nach dem Gewerkschaftsfunktionär Herbert Warnke) errichtet. Der achtgeschossige Bau war ein dreiflügeliges Gebäude auf sternförmigem Grundriss. Das Mittelstück beherbergte die Aufzüge und Versorgungsstränge. Die Bettenkapazität lag bei mehr als 2000 Personen. Der Ferienkomplex verfügte über eine überdachte Ladenpassage, eine Schwimmhalle mit 25-m-Bahn, Bars, Kaffeestuben, Lesezimmer mit Bibliothek, Kinderspielzimmer. Anfang der 1980er Jahre kamen eine Bowlingbahn, Tagungsräume und ein Dachterrassen-Café hinzu. Den Urlaubern standen ein größerer Strandabschnitt direkt an der Müritz auch mit einem Strandkorbverleih zur Verfügung. Der Komplex galt als bedeutender Arbeitgeber im Einzugsbereich Klink: bis zu 570 Mitarbeiter und 230 Lehrlinge waren hier beschäftigt.
Bald nach der deutschen Wiedervereinigung erfolgte die Abwicklung des gewerkschaftlichen Feriendienstes FDGB. Damit wurde das gut erhaltene und gut nachgefragte Ferienheim im Jahr 1991 Eigentum eines privaten Investors. Dieser ließ es zum Müritz-Hotel umbauen und eröffnete es 1994 wieder. Die Ausstattung war aber nicht wesentlich modernisiert worden, so dass die Nachfrage seitens der Urlauber bald nachließ. Anfang 2015 schloss das Hotel für immer. Der Besitzer beantragte den Abriss des Bauwerks, um es durch einen Neubau ersetzen zu können. Gegen dieses Ansinnen gab es Widerstände seitens der Klinker, die sogar einen Antrag auf Denkmalschutz gestellt hatten, der aber abschlägig beschieden wurde. So kam es am 28. September 2017, nach mehrwöchentlicher Vorbereitung durch eine Abrissfirma, zur Sprengung der Anlage.
Im Jahr 1997 eröffnete die neu gebaute Müritz Klinik zu Rehabilitationszwecken. Die Klinik entstand auf der Fläche der 1962–1990 bestehenden FDGB-Urlaubersiedlung Klink. In dieser Zeit betrieb der FDGB-Feriendienst auch das Schloss Klink als Ferienobjekt.

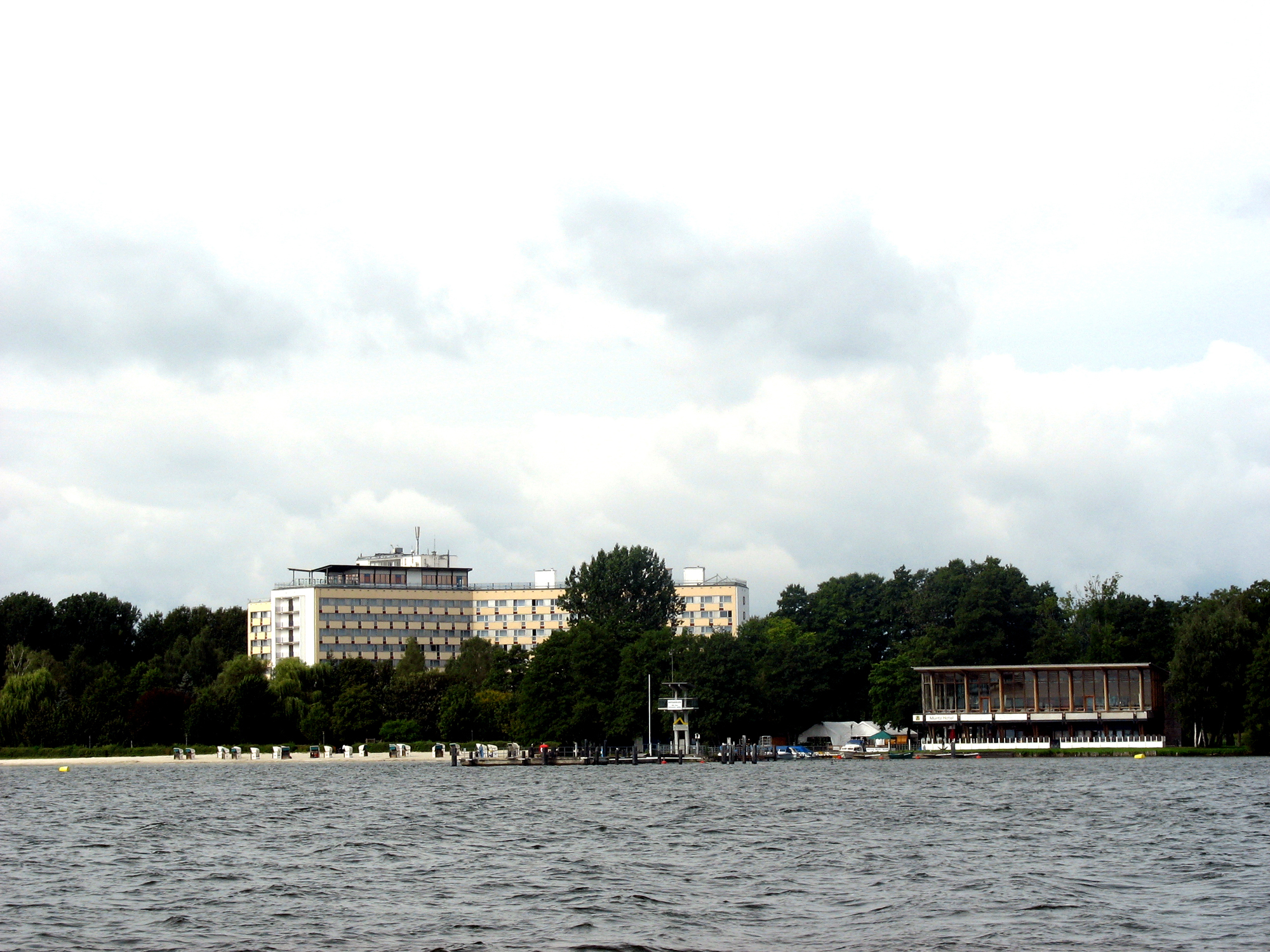
Müritz-Hotel (ehemaliges FDGB-Heim), 2007
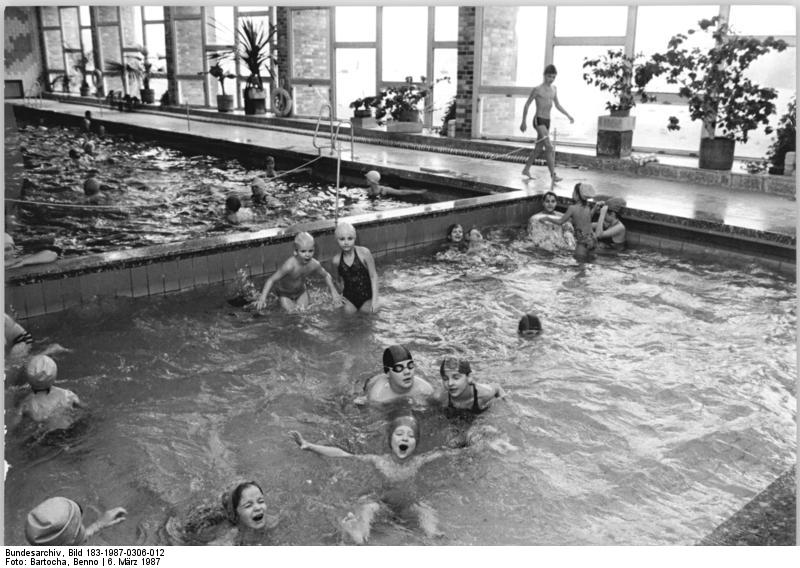
Schwimmbad im FDGB-Heim, 1987

## Bevölkerung
| Jahr | Einwohner |
| ---- | --------- |
| 1990 | 1074      |
| 1995 | 1033      |
| 2000 | 1127      |
| 2005 | 1159      |
| 2010 | 1113      |
| 2015 | 1099      |

| Jahr | Einwohner |
| ---- | --------- |
| 2020 | 1128      |
| 2021 | 1136      |
| 2022 | 1040      |
| 2023 | 1053      |

 Stand: 31. Dezember des jeweiligen Jahres, ab 2011 auf Basis des Zensus 2011, ab 2022 auf Basis des Zensus 2022

## Politik

### Gemeindevertretung
Die Gemeindevertretung von Klink besteht aus zehn Mitgliedern. Die Kommunalwahl am 9. Juni 2024 führte bei einer Wahlbeteiligung von 68,9 % zu folgendem Ergebnis:
| Partei / Wählergruppe                       | Stimmenanteil 2019 | Sitze 2019 |  | Stimmenanteil 2024 | Sitze 2024 |
| ------------------------------------------- | ------------------ | ---------- |  | ------------------ | ---------- |
| Wählergemeinschaft der Gemeinde Klink (WGK) | 40,7 %             | 4          |  | 36,5 %             | 4          |
| Unabhängige Bürger der Gemeinde Klink (UBK) | 34,8 %             | 3          |  | 32,0 %             | 3          |
| CDU                                         | 15,5 %             | 2          |  | 18,8 %             | 2          |
| SPD                                         | –                  | –          |  | 12,8 %             | 1          |
| FDP                                         | 05,0 %             | 1          |  | –                  | –          |
| Die Linke                                   | 04,0 %             | –          |  | –                  | –          |
| Insgesamt                                   | 100 %              | 10         |  | 100 %              | 10         |

### Bürgermeister
- 2019–2024: Jana Böckmann (UBK)
- seit 2024: Thomas Beckmann (WGK)

Bei der Bürgermeisterstichwahl am 16. Juni 2019 wurde Jana Böckmann mit 51,1 % der gültigen Stimmen gewählt. Bei der Bürgermeisterstichwahl am 23. Juni 2024 wurde Thomas Beckmann mit 64,2 % der gültigen Stimmen zu ihrem Nachfolger gewählt. Seine Amtszeit beträgt fünf Jahre.

### Wappen
| Wappen von Klink | Blasonierung: „Gespalten durch einen Wellenschnitt; vorn in Blau ein links schreitender goldener Fischreiher; hinten in Gold ein schwebender, spitzbedachter roter Turm mit vier Fenstern übereinander.“ |
| Wappen von Klink | Wappenbegründung: Im Wappen soll mit der wellenförmigen Spaltung des Schildes die Lage der Gemeinde an der Müritz symbolisiert werden. Der Fischreiher steht sowohl für den in der Gemeindeflur vorkommenden Vogel als auch für den Naturschutz. Der Turm verweist nach dem Gestaltungsgrundsatz des pars pro toto auf das an der Müritz liegende Schloss Klink. Mit der Tingierung des Wappens in den Farben Blau, Gold und Rot wird auf die Zugehörigkeit der Gemeinde zum Landesteil Mecklenburg hingedeutet. Das Wappen und die Flagge wurde von dem Schweriner Heraldiker Heinz Kippnick gestaltet. Es wurde zusammen mit der Flagge am 10. November 2003 durch das Ministerium des Innern genehmigt und unter der Nr. 287 der Wappenrolle des Landes Mecklenburg-Vorpommern registriert. |

### Flagge
Die Flagge ist gleichmäßig und quer zur Längsachse des Flaggentuchs von Gelb und Blau gestreift. In der Mitte des Flaggentuchs liegt, auf jeweils ein Drittel der Länge des gelben und des blauen Streifens übergreifend, das Gemeindewappen. Die Länge des Flaggentuchs verhält sich zur Höhe wie 5:3.

### Dienstsiegel
Das Dienstsiegel zeigt das Gemeindewappen mit der Umschrift „GEMEINDE KLINK“.

## Sehenswürdigkeiten
- Schloss Klink entstand im Neorenaissance-Stil 1898 nach Plänen von Hans Grisebach (Berlin) für den Kölner Auftraggeber Arthur Schnitzler (1857–1917, geadelt 1914).[16] Die runden Ecktürme und Erkerausbauten erinnern zum Beispiel an die Loireschlösser der französischen Renaissance. Das Gebäude gehörte bis 1945 der Familie von Schnitzler. Nach dem Krieg befanden sich darin die Gemeindeverwaltung und Wohnungen. Das Schloss ist in den 1970er Jahren baulich umfangreich erneuert worden und wurde vom FDGB-Feriendienst als Erholungsheim Schloss Klink genutzt. Jetzt befindet sich darin ein Hotel.
- Dorfkirche Klink: Den Backsteinbau an der Straße zum Schloss ließen Jacob Ernst von Holstein und Elisabeth Sophia von Bülow 1736 errichten. Daneben befindet sich die später angebaute Familiengruft.

## Wirtschaft und Infrastruktur
Im Ort befinden sich zahlreiche Hotels und Ferienwohnungen und das Gutshaus Klink. Das Müritz-Hotel wurde nach zwei Jahren Leerstand im September 2017 gesprengt.
Der Ort verfügt über ein vielfältiges Freizeitangebot, zum Beispiel eine Bowlinganlage, Tennishalle, Fußballplatz, Tennisplatz und Yachthafen. Seit 2000 gibt es im Ortsteil Sembzin einen Reisemobil- und Wohnwagenstellplatz.
Im Jahre 1997 wurde auf Veranlassung des Investors für das Müritz-Hotel nun eine der größten Rehabilitationskliniken Mecklenburg-Vorpommerns eröffnet. Die Müritz Klinik, eine Einrichtung der FOCUS Medical Klinikgesellschaft mbH, betreut Patienten in den Fachbereichen Orthopädie, Kardiologie, Urologie, Rheumatologie und – als Besonderheit – Transplantationsvor- und -nachsorge.
Großen Anteil am Gemeindeleben machen die Aktivitäten des Mecklenburgischen Sport-Vereins (MSV) Beinhart Klink aus, in welchem die Sportarten Gymnastik, Fußball, Volleyball, Eishockey und Tennis betrieben werden.

## Persönlichkeiten
- Friedrich Kähler (1873–1942), Bürgermeister der Stadt Laage, Heimatdichter, in Klink geboren
- Charles Hesse (1901–1971), Güterdirektor in Klink
- Gertraud Wendlandt (1951–2023), Bildhauerin, lebte in Klink